# Segunda Liga Ateniense

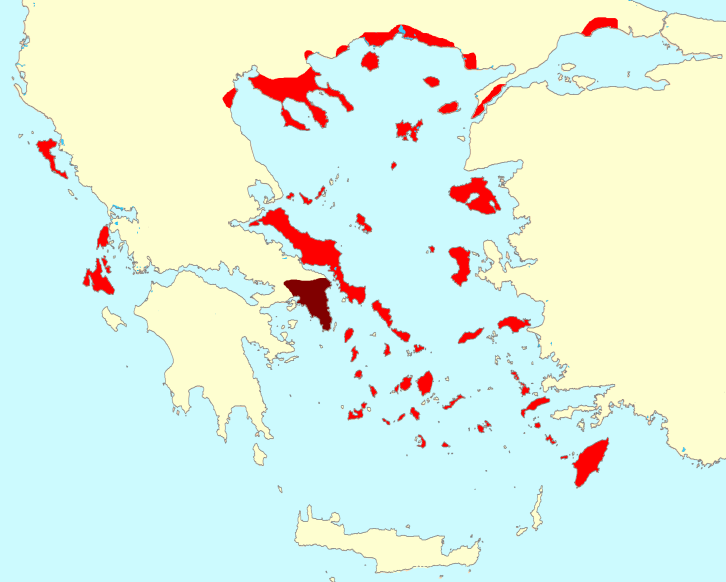
Estados da Segunda Liga Ateniense.

A Segunda Liga Ateniense, as vezes denominada Segunda Confederação de Atenas ou Segundo Império de Atenas era uma aliança marítima das cidades estados do Egeu que esteve em vigor de 378 a.C. a 355 a.C.. Era encabeçada por Atenas e tinha por objetivo se defender do crescimento de Esparta e do Império Aquemênida.

## Origens
A formação da liga foi estimulada pela invasão da Ática por parte de Esfódrias de Esparta. A principio a aliança foi extremamente popular, com um bom número de estados anteriormente controlados por Esparta se tornando membros. O imperialismo crescente de Esparta durante a última década e a interferência dos  assuntos internos de seus aliados foram as maiores razões para essa predisposição de um grande número de estados gregos  ingressarem na liga. Também pesou a falta de respeito de Esparta em relação aos termos da Paz de Antálcidas, a qual estabelecia que todos os estados gregos deveriam permanecer autônomos, exceto Lemnos, Imbros e Esquiro, que ainda pertenciam a Atenas.   

## O decreto de Aristóteles
Foi encontrado em Atenas um “folheto” detalhando os objetivos da liga: A intenção era assegurar-se de que Esparta permitiria todos os estados gregos serem autônomos, isto é,  os estados da liga deveriam ter total autonomia; Atena não poderia ter possessões em terra em nenhum todos estados membros e tampouco guarnições; cada estado membro poderia poderia eleger sua própria constituição, que não necessariamente deveria ser democrática. Este “folheto” tentava prometer que esta liga não acabaria do mesmo jeito da Liga anterior, a Liga de Delos, que havia se tornado impopular devido ao comportamento de Atenas quando um estado se rebelava ou mostrava sinais de rebelião.
A liga tinha um synedryon em Atenas, onde cada um dos membros eram autônomos e direito a um voto. Atenas não podia tomar decisões sem o consentimento do synedryon. Não tinham que pagar tributos como no caso da Liga de Delos, porém havia "contribuições" chamado syntaxeis, o qual provavelmente não deveria ser pago todos os anos e sim em épocas de crise.

## O auge de Tebas
A inferência de Esparta na invasão de Tebas em 382 a.C. foi mais uma razão para os tebanos se unirem a liga. Mas o comportamento tebano dentro da coalizão se tornou conflitivo e Atenas começou a dar conta que Tebas não era de confiança. Por exemplo, Tebas destruiu Plateias, que acabara de ser refundada pelos atenienses. Atenas começou a pensar em negociar a paz com Esparta, mas enquanto os atenienses estavam discutindo essa possibilidades Tebas derrotou os espartanos de forma definitiva na Batalha de Leuctra, em 371 a.C.

## O fim da Liga
Depois da derrota de Esparta na batalha de Leuctra, os objetivos originais da liga haviam sido bem sucedidos, mas Atenas não queria abandonar seu poder sobre os seus estados. Uma série de revoltas desembocaram na Guerra dos Aliados, e as rebeliões de vários dos principais estados aliados de Atenas finalmente decretaram o fim da aliança.